# UFO (videogioco 1989)
UFO è un videogioco simulatore di volo fantascientifico pubblicato nel 1989 per MS-DOS dalla SubLOGIC, allora nota per Flight Simulator. Il giocatore controlla un disco volante alieno sulla Terra, con un sistema di guida molto diverso da quello dei velivoli ordinari.